# Marcos Cabotá
Marcos Cabotá est né à Palma de Majorque le 31 janvier 1981. Il a étudié au Bellver International College et a obtenu un diplôme de l'Université européenne de Madrid en 2005. Il a ensuite étudié à la New York Film Academy (Universal Studios, Los Angeles).
À son retour de Los Angeles, il commence à travailler sur le scénario de son premier long métrage, Amigos..., qu'il tourne finalement en 2010 avec les acteurs Ernesto Alterio, Diego Martín, Alberto Lozano, Goya Toledo et Manuela Velasco. Amigos... est sorti en 2011 et a remporté le prix du public au festival de Malaga.

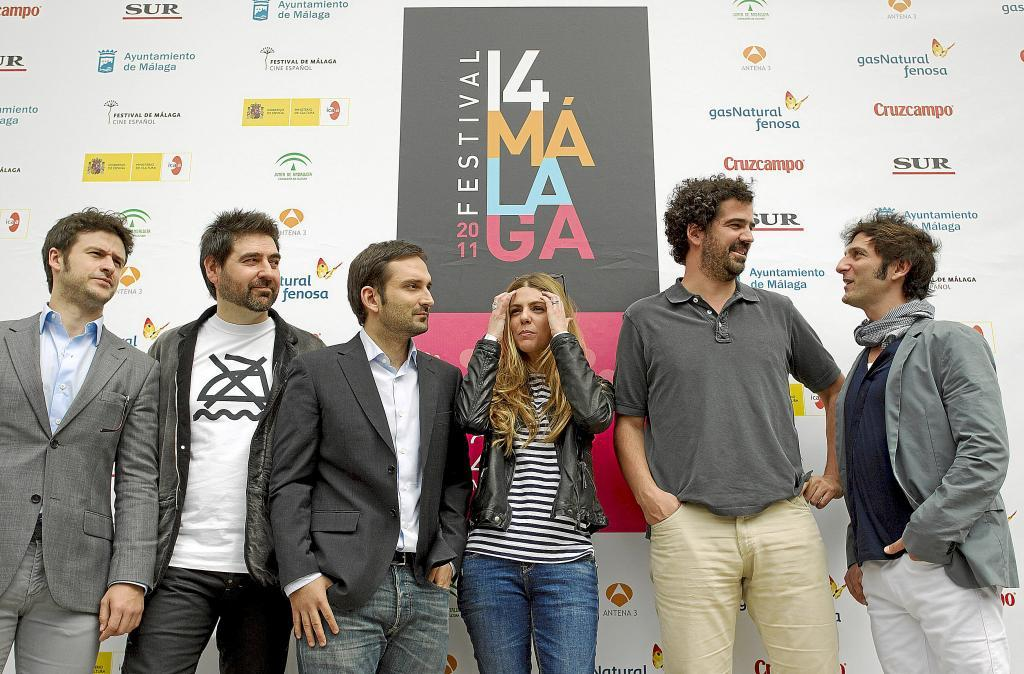
Marcos Cabotá au festival du film de Malaga avec l'équipe du film Amigos...

En 2013, il a tourné et présenté le court métrage 24 horas con Lucía, avec Alberto Lozano et Alexandra Palomo. Le court métrage a reçu une reconnaissance internationale avec plus de 50 prix et plus de 100 participations à des festivals dans le monde entier. Il a notamment reçu le prestigieux Meliés d'Argent et le prix Nocturna du meilleur court métrage espagnol en 2014.

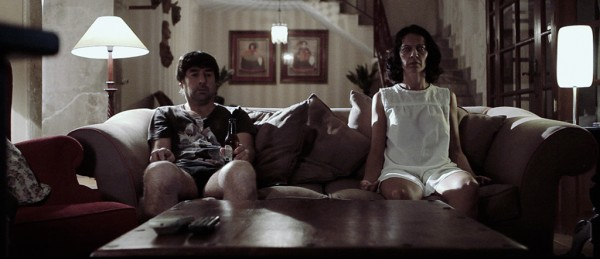
Extrait de 24 horas con Lucía

Parallèlement, il produit le court-métrage Foley Artist, réalisé par Toni Bestard, qui a également remporté un grand succès auprès des critiques et des prix dans les festivals du monde entier. Le court métrage a été finaliste aux Prix Goya 2015.
La même année, il s'associe à nouveau au réalisateur Toni Bestard pour écrire le scénario du documentaire I Am Your Father, qui raconte l'histoire de David Prowse, l'acteur derrière le masque de Dark Vador dans la trilogie originale de Star Wars. Réalisé par Marcos Cabotá et Toni Bestard, le film a été très bien accueilli par la critique et a été nommé pour le prix Goya du meilleur film documentaire. Il a été présenté en avant-première au Festival international du film de Sitges.

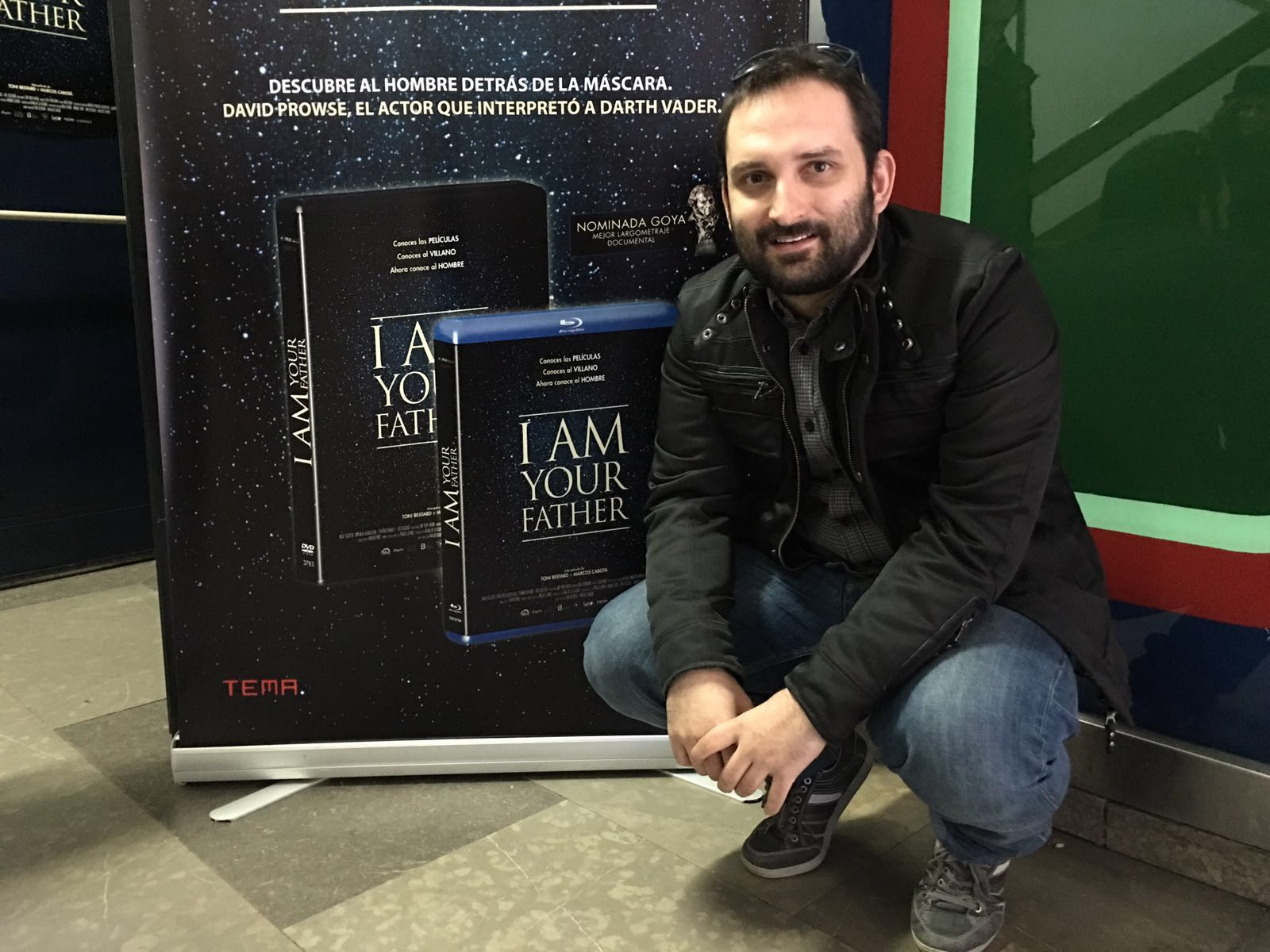
Marcos Cabotá lors de la présentation du DVD/Blu-Ray de I am your Father

En 2014, il a coproduit le film El destierro, réalisé par Arturo Ruíz. Le film est tourné entre la Sierra de Guadarrama et la Sierra de Mallorca. Il raconte l'histoire de deux soldats bannis dans l'oubli qui, bien que très différents l'un de l'autre, se trouvent un intérêt commun. Une femme rebelle capturée. Le film, qui n'est pas encore sorti en Espagne, a déjà reçu de nombreux prix et mentions aux États-Unis et en Asie.
Début 2017, il sort Cien años después, un film qui rend hommage aux cent ans de vie du RCD Majorque.
Fin 2017, il présente Noctem, un film de genre avec Adrián Lastra, Esteban Piñero, Álex González, Diego Ingold, Carla Nieto et Miriam Hernández. Le film remporte le prix du jury et le prix du public au festival du film de Sant Cugat.
En 2018, il présente en avant-première La Jaula au Festival "Festibérico" en Hollande, ainsi que le court-métrage Glitch, qui lui vaut une douzaine de récompenses au cours de l'année.
Son court métrage Kyoko remporte le festival de Malaga et lui vaut une nouvelle nomination aux Goya Awards.
Il est actuellement en train de produire son nouveau long métrage, Sonic Fantasy.

## Filmographie
- Amigos...
- 24 horas con Lucía
- Foley Artist
- I Am Your Father
- El destierro
- Noctem
- Cien años después
- La Jaula
- Kyoko
- Glitch
- Sonic Fantasy

## Prix exceptionnels
- Prix du public Biznaga de Plata au Festival du film de Malaga
- Prix du public Biznaga au Festival du film de Malaga 2018
- Nommé pour le prix Goya 2016 du meilleur long métrage documentaire
- Nomination pour le prix Goya 2019 du meilleur court métrage documentaire
- Nomination pour le prix Forqué du meilleur long métrage documentaire
- Nomination du Círculo de Escritores Cinematográficos pour le meilleur long métrage documentaire
- Prix du meilleur court métrage au Festival international du film Nocturna
- Prix Meliés d'Argent du meilleur court métrage
- Prix de la culture Onda Cero 2016